# Montedison
Монтекатини Эдисон (итал. Montecatini Edison S.p.A., Montedison S.p.A.) — крупный итальянской промышленный и финансовый холдинг. Основное направление деятельности — химическая промышленность. Компания также осуществляет деятельность в таких областях, как фармацевтика, энергетика, металлургия, пищевая промышленность, страхование, издательство.
В период с 1966 по 1969 годы носила наименование Монтэдисон (Montedison S.p.A.). В 2002 году переименована в компанию Edison.

## История

### Происхождение Монтекатини и Эдисон
Компания Монтэдисон основана в 1966 году в результате слияния компаний Монтекатини (ит.) и Edison; президентом концерна стал Джорджо Валерио, который стоял во главе Edison.
Компания Монтекатини была основана в 1888 году в Монтекатини-Валь-ди-Чечина для эксплуатации местного месторождения медной руды. В 1920-х годах она вошла в химический сектор и в последующие десятилетия, благодаря патентам и приобретениям, стала крупнейшей итальянской химической компанией, почти монополистом в ряде производств, таких как серная кислота, удобрения, красители (через дочернюю компанию ACNA).
В 1936 году совместно с Agip они основали Anic (ит.) (Национальная гидрогенизационная топливная компания) с целью производства синтетического топлива.
Компания Edison основана в 1884 году в Милане и была одной из первых компаний, эксплуатировавших в Италии гидроэнергетику, которая стала основой итальянской индустриализации. Она осуществляла строительство вдоль Альп, в частности, в Ломбардии.

### Послевоенный период и слияние
В послевоенный период в Италии было предложено провести национализацию в сфере электроэнергетики, которая до этого находилась в руках частных компаний, таких как Эдисон. Перспектива национализации сектора электроэнергетики привела к тому, что электросетевые компании начали диверсифицировать свои активы. Эдисон предпочла инвестировать в основном в нефтехимическую продукцию, в связи с наличием государственной поддержки. В 1950-е годы в связи с финансовыми трудностями из-за больших инвестиций, необходимых для строительства современно оборудованного центра нефтеобрабатывающей промышленности в Бриндизи, интересы компании Эдисона столкнулись с интересами компании Монтекатини.
В 1962 году в результате создания Enel фактически произошла национализация электроэнергетики. Ранее действующие элеткросетевые компании обязали отдать свои заводы (активы) новой электроэнергетической компании в обмен на существенную компенсацию. В 1963 году компания Монтекатини приобрела электрическую компанию SADE с целью получения государственной поддержки.

### Семидесятые и восьмидесятые годы
В 1971 году Эудженио Чефис, бывший президент Eni, назначен президентом компании Монтэдисон. Он занимал эту должность до 1977 года.
В 1975 году компания Монтекатини Эдисон имела оборот в 5,41 млрд долларов и 150 555 сотрудников.
В 1981 году под руководством Mediobanca (итальянский инвестиционный банк) в компании Монтекатини Эдисон была проведена реприватизация. В результате реприватизации финансовое состояние компании улучшилось. В связи с этим новый президент компании, Марио Шимберни, осуществил покупку страховой компании.
В 1980-е годы Марио Шимберни вывел компанию на следующие финансовые показатели: оборот — 13 791 млрд лир, чистая прибыль — 566 млрд лир. При этом размер финансовых заимствований компании составляет 7800 млрд лир.
Наиболее прибыльными компаниями холдинга были Himont, Montedipe и Dutral, работающие в области пропилена и специальных материалов, Erbamont-Farmitalia, осуществляющая деятельность в фармацевтической промышленности, а также Selm в области электроэнергетике.
В целом, в данный период Монтэдисон становится ведущим мировым производителем полипропилена, является одним из лидеров в Европе по производству полистирола, фторсодержащих каучуков и этиленпропиленовых каучуков. В фармацевтической промышленности она является одним из первых в производстве противоопухолевых препаратов. В области удобрений Монтэдисон является первым национальным производителем.

### Ferruzzi
С конца 1980-х в состав акционеров входит компания Ferruzzi (ит.). С течением времени Ferruzzi становится основным акционером Montedison. Впоследствии Рауль Гардини становится председателем Montedison. Однако в скором времени у него возникли сложности в связи высокой долговой нагрузкой компании, возникшей в результате экспансии на другие рынки.
В начале 1990-х годов Montedison имела долг в 11 миллиардов долларов. В 1993 году Монтэдисон должна была быть оказана финансовая поддержка итальянским банковским консорциумом. Однако в результате политического скандала в 1993 году Рауль Гардини покончил жизнь самоубийством.
В 1993 году в Montedison принадлежало более 237 компаний в различных сферах экономики, в том числе в сфере масс-медиа. В её состав входила Telemontecarlo, имеющая права и осуществляющая трансляцию различных спортивных мероприятий.
В связи с значительными финансовыми сложностями у материнской компании Ferruzzi SpA, компания Montedison переходит под контроль различных банков (прежних кредиторов).
В целях снижения размера задолженности группой банков — кредиторов был разработан план реорганизации Montedison, который воплощался в жизнь в течение следующего десятилетия.
В 1997 году Montedison покидает химическую отрасль. Последняя компания в данном секторе, Montell, была продана американскому партнеру Shell за 3,6 миллиарда долларов.

### Закат Montedison
В июле 2002 года Montedison приобретена компанией Italenergia, совместным предприятием Électricité de France (EdF) и Fiat. Активы компании Montedison были разделены. На её основе создана компания Edison Energia (ит.), единственными направлениями деятельности которой стали электроэнергетика и газоснабжение (занимала второе место на рынке после Enel). Впоследствии компания Edison Energia была объединена с Italenergia SpA в новую компанию Edison.

## Загрязнение окружающей среды
В период с 1998 по 2001 годы компании Enichem и Enimont, входящие в состав в Montedison, предстали перед судом в Венеции. Прокуратура обвиняла их в смерти 157 работников компании, а также в раковых заболеваниях 103 рабочих. Кроме того, были выдвинуты обвинения касательно загрязнение Венецианской лагуны и стекающих туда потоков с диоксинами в период с 1965 по 1985 годы. Процесс закончился оправдательными приговорами для всех виновных, что вызвало политический резонанс.